# Калесия (община)
Община Калесия (босн. и хорв. Opština Kalesija, серб. Општина Калесија) — боснийская община, расположенная в северо-восточной части Федерации Боснии и Герцеговины. Административным центром является город Калесия.

## География
Располагается у подножия горы Маевица в долине реки Спреча. Площадь — 201 км² (0,39 % территории Боснии и Герцеговины. Через общину проходит автомагистраль Тузла-Зворник, а также железная дорога Тузла-Живинице-Калесия-Зворник, что связывает общину с остальными общинами Боснии и Герцеговины.

## Население
По данным переписи населения 1991 года, в общине проживали 41809 человек из 40 населённых пунктов. По оценке на 2012 год, население (в старых границах 1991 года) составляло 35691 человек.

## Населённые пункты
По состоянию на 1991 год:
Брезик, Булатовци, Вуковие-Донье, Вуковие-Горне, Гойчин, Дубница, Зелина, Зоље, Зукичи, Егинов-Луг, Елово-Брдо, Калесия, Калесия (село), Кикачи, Кулина, Липовице, Мемичи, Миляновци, Осмаци, Петровице, Прнявор, Раинци-Доньи, Раинци-Горни, Сарачи, Селюбле, Старо Село, Тойшичи, Храсно-Доне, Храсно-Горне.
По состоянию после 1995 года:
Брезик, Вуковие-Горне, Вуковие-Доне, Дубница, Золе, Зукичи, Егинов-Луг, Елово-Брдо, Калесия (город), Калесия (село), Кикачи, Липовице, Мемичи, Миляновци, Петровице, Прнявор, Раинци-Горни, Раинци-Дони, Сарачи, Селюбле, Старо-Село, Тойшичи, Храсно-Горне, Храсно-Доне.

## История
После боснийской войны северная часть (24 села) общины Калесия перешла в новую общину Калесия в составе ФБиГ, южная часть (16 сёл) была выделена в отдельную общину Осмаци в составе Республики Сербской.